# Alagarno
Alagarno est une localité du Cameroun située dans l'arrondissement de Petté, le département du Diamaré et la région de l’Extrême-Nord. Elle fait partie du canton/lawanat de Fadare.

## Population
En 1975, la localité comptait 376 habitants, dont 341 Kanouri et 35 Mousgoum.
Lors du recensement de 2005, on y a dénombré 559 personnes.